# Ryan Orr
Ryan Orr (Upham, 24 de diciembre de 1997) es un deportista británico que compite en vela en la clase 470. Ganó una medalla de bronce en el Campeonato Europeo de 470 de 2021, en la prueba mixta.

## Palmarés internacional
| \| Campeonato Europeo \| Campeonato Europeo \| Campeonato Europeo \| Campeonato Europeo \| \| Año \| Lugar \| Medalla \| Clase \| \| ------------------ \| -------------------- \| ------------------ \| ------------------ \| \| 2021 \| Vilamoura (Portugal) \| Medalla de bronce \| 470 mixto \| |                      |                   |           |
| Campeonato Europeo |                      |                   |           |
| Año | Lugar                | Medalla           | Clase     |
| 2021 | Vilamoura (Portugal) | Medalla de bronce | 470 mixto |